# Ebô
Ebô é um prato de origem africana preparado com milho branco cozido sem tempero. É uma comida sagrada sendo comum sua oferta e uso nos rituais das religiões de origem africana como o Candomblé, Tambor de Mina, Xangô do Nordeste, Batuque, Umbanda, não deve ser confundido com Ebó que no Candomblé pode ou não envolver o sacrifício. O ebô é a comida de Oxalá.

## Uso religioso
O milho-branco (chamado «àgbàdo funfun», «ebô», "milho de canjica") é um grão muito importante para o povo do santo. Seu preparo e forma de utilização nos rituais de oferendas envolvem preceitos bem rígidos, que nunca podem deixar de ser considerados pelos seguidores do Candomblé. 

### Candomblé
Todos os orixás, de Exu a Oxalá e até mesmo os ancestrais, recebem oferenda à base desse grão. Todas as cerimônias, do ebó mais simples aos mais sofisticados, em rituais de iniciação, de passagem, ritos de vida e de morte (axexê), em tudo mais que ocorra em uma casa de candomblé, só acontece com a presença do milho-branco.
A pasta branca desse milho depois de pilado ou moído chama-se "eko", o mingau chama-se «denguê», depois de moído e cozido e envolvida na folha de bananeira verde chama-se "akasa". Os grãos cozidos só na água chamam-se "egbô". Já o moído e cozido, envolvido em palha de bananeira seca chama-se «aberem». Os grãos recheados com cebola, camarão, azeite doce e dendê chamam-se «dibô», e os inteiros cozidos com coco e açúcar chamam-se «mukunza». 
Toda oferenda com milho-branco restitui e redistribui o axé, por ser o grande elemento apaziguador, que arranca a morte, a doença, a pobreza e outras mazelas do seio da vida, tornando-se portanto a comida predileta de todos os orixás. 
A oferenda a base de milho-branco tem um valor inestimável no candomblé. O grande fundamento é que, em todos os rituais, por menor que este seja, alguma comida com milho-branco deve estar presente, seja ela em forma de «ebô», «akasa», «aberem», «dibô», «denguê», que possibilita paz, alegria e longevidade.
Oferecer milho-branco à cabeça, chamado de bori, é de vital importância ao candomblé, pois é esse ritual que mantém todo povo do santo de pé e totalmente equilibrado.

## Outras leituras
Câmara Cascudo em sua Antologia da Alimentação no Brasil descreve a palavra ebó ou ebô como sendo variação uma da outra, sendo feito com feijão-fradinho, torrado ou não, posto a coser junto com milho, depois de cozido é temperado com sal e azeite de dendê. Há ainda o Ebô de Oxalá é somente milho branco sem sal e o Ebô de Iemanjá de milho branco temperado com cebola, camarão e azeite de dendê. Porém, outros autores distinguem as palavras com significados separados